# سلطنة الحريم
يشير تعبير سلطنة الحريم إلى التأثير القوي لجناح النساء في قصر السلطان العثماني وتدخلهن في أمور الدولة التي حكمت جزءاً كبيراً من العالم.
استخدم العثمانيون مصطلح «قادينلَر سَلطَناتي» (بالتركية: Kadınlar saltanatı) وتعني «سلطنة النساء» للإشارة إلى ممارستهن لأدوارٍ سلطانية، أما المقابل العربي «سلطنة الحريم» فُيبقي على الكلمة التي راجت في الحقبة العثمانية للدلالة على الجناح الضخم أو ما يسمى بالحرملك الملحق بقصر السلطان العثماني، والذي يضم والدته وزوجاته وجواريه، وأفراد عائلته من النساء العازبات، إضافة إلى الخدم والموظفين من الجنسين المعينين للاهتمام بالجناح وأعضائه.
بهذا المعنى، تعد سلطنة الحريم جزءًا من مفهوم الكاماريلا الأوسع، والذي يشير إلى تلك النخبة التي تستغل قربها من الحاكم (السلطان أو الملك أو الإمبراطور) للتدخل وإن بصورة خفية في شؤون الدولة دون أن يكون لها مناصب فيها.
وطوال نحو 130 عاماً، بين القرنين السادس عشر والسابع عشر، مارس أعضاء جناح الحريم التابع لقصر الحاكم العثماني أدواراً أثرت في مسار الدولة، وجاء ذلك على نحو خاص إما من أمهات السلاطين أو زوجاتهم. وشهد القرن السادس عشر بما يتزامن مع آخر سنوات السلطان سليمان القانوني بروز سطوة «الحريم» وانسحاب السلطان من جلسات الديوان.
وتعد السلطانة حفصة والدة القانوني واحدة من النساء العثمانيات اللائي شاركن أبناءهن في إدارة أمور «الدولة العلية»، وكانت أول من حمل لقب السلطانة الوالدة، وأعقب غيابها عن البلاط العثماني سلسلة من الأحداث انتهت إلى إعدام السلطان لأكبر أبنائه مصطفى وكذلك إعدام الصدر الأعظم القوي، زوج شقيقة السلطان، إبراهيم باشا.
أما السلطانة خُرَّم زوجة السلطان سليمان فيعتقد أنها، مع العودة إلى مفهوم «سلطنة الحريم»، كانت وراء تلك الأحداث، كما تحتفظ الأراشيف بمراسلات لها مع زعماء دول العالم آنذاك.
و لكن فعليا السلطانة نوربانو زوجة السلطان سليم بن السلطان سليمان القانوني قد كانت أكبر مثال على مصطلح سلطنة الحريم بسبب ضعف شخصية زوجها سليم والتهائه بالسكر وهي أيضا أول جارية تصبح السلطانة الام وتحكمت أيضا بولدها السلطان مراد لانه هو الآخر كان ضعيف الشخصية ويركض وراء شهواته.
مثال آخر يعتبر من أشهر امثلة سلطنة الحريم هي السلطانة كوسم ماه بيكر زوجة السلطان أحمد الأول وأم السلطانين مراد الرابع وإبراهيم الأول فكانت هي المحركة الأساسية للأحداث في عصر السلطان مراد وساهمت كذلك في عزل ابنها إبراهيم بتأليب الانكشارية عليه نظراً لمحاولته إلغاء فساد الانكشارية والوقوف في وجه رغباتها.